# Distretto di Chake Chake
Il distretto di Chake Chake è un distretto della Tanzania situato nella regione di Pemba Sud.  È suddiviso in 29 circoscrizioni (wards) e conta una popolazione di 97 249 abitanti (censimento 2012).
Circoscrizioni:
- Chachani
- Chanjaani
- Chonga
- Dodo
- Kibokoni
- Kichungwani
- Kilindi
- Kwale
- Madungu
- Matale
- Mbuzini
- Mfikiwa
- Mgelema
- Mgogoni
- Michungwani
- Mkoroshoni
- Msingini
- Mvumoni
- Ndagoni
- Ng'ambwa
- Pujini
- Shungi
- Tibirinzi
- Uwandani
- Vitongoji
- Wara
- Wawi
- Wesha
- Ziwani